# Hoplia fiorii
Hoplia fiorii är en skalbaggsart som beskrevs av Fracassi 1906. Hoplia fiorii ingår i släktet Hoplia och familjen Melolonthidae. Inga underarter finns listade i Catalogue of Life.